# Prunus leveilleana
Prunus leveilleana är en rosväxtart som beskrevs av Emil Bernhard Koehne. Prunus leveilleana ingår i släktet prunusar, och familjen rosväxter.

## Underarter
Arten delas in i följande underarter:
- P. l. pendula
- P. l. tomentella
- P. l. verecunda
- P. l. semiplena
- P. l. semiplena
- P. l. sontagiae